# Верховный комиссар Канады в Великобритании

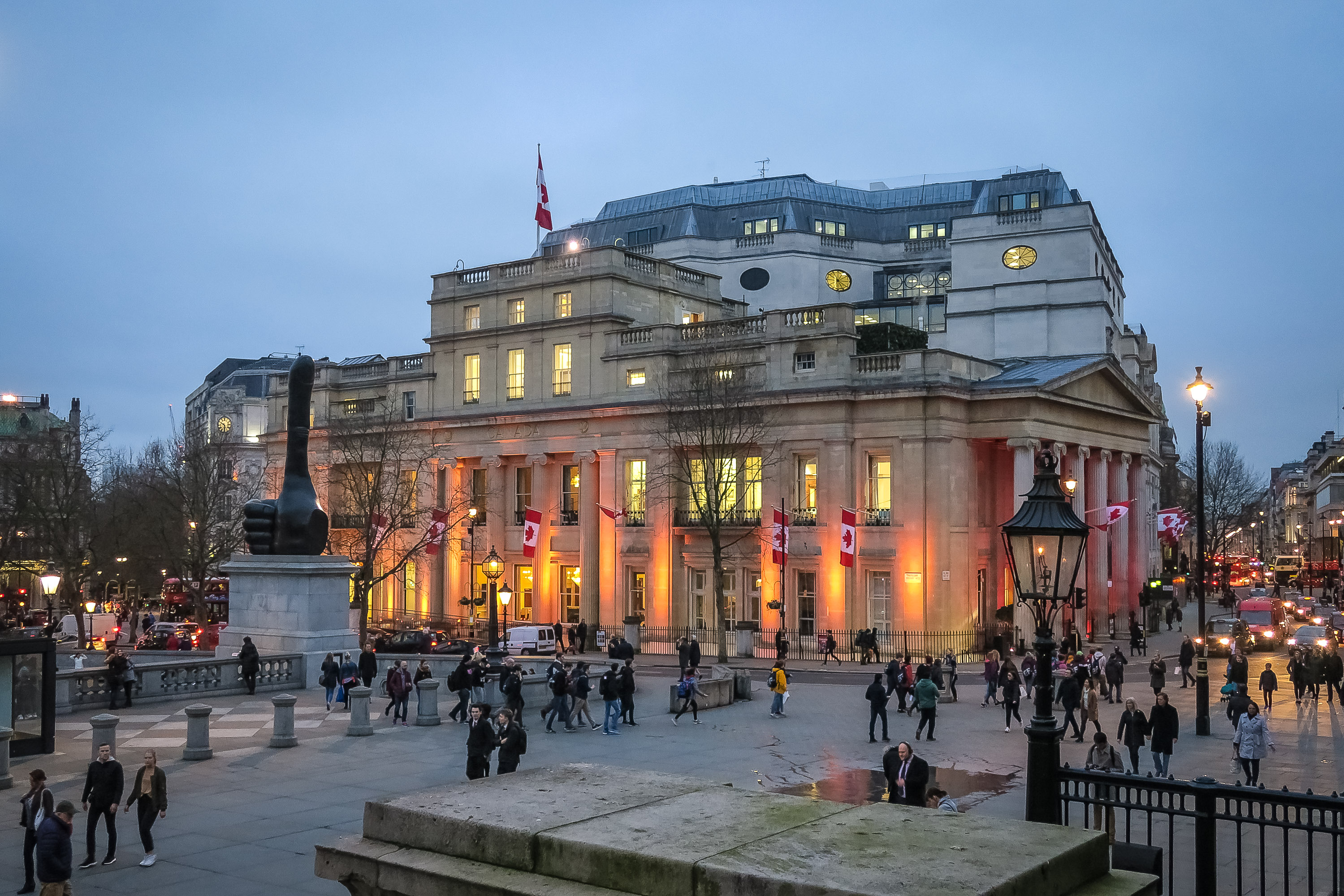
Канада-хауз — здание Верховной миссии Канады в Великобритании

Верховный комиссар Канады в Великобритании (англ. High Commissioner of Canada in the United Kingdom) — дипломатическая должность высшего ранга (соответствует послу), связанная с представлением интересов Канады в Соединённом королевстве Великобритании и Северной Ирландии. Пост Верховного комиссара учреждён в 1880 году и де-факто стал первой посольской должностью во внешней политике Канады. Юридически дипломатический статус Верховный комиссар в Великобритании и аналогичные представители Канады в других странах получили в 1926 году, после официального признания равноправия доминионов Великобритании с метрополией. Тем не менее в отличие от высших дипломатических представителей в США и ряде других государств, с 1940-х годов называющихся послами, для должности Верховного комиссара в Великобритании сохраняется историческое название.

## Список Верховных комиссаров Канады в Великобритании
| №    | Верховный комиссар    | Назначение      | Вручение верительных грамот | Завершение полномочий |
| ---- | --------------------- | --------------- | --------------------------- | --------------------- |
| 1.   | Александр Тилло Галт  | 11 мая 1880     | 10 июня 1880                | 31 мая 1883           |
| 2.   | Чарльз Таппер         | 30 мая 1883     | 3 июля 1883                 | 27 января 1887        |
| 2.   | Чарльз Таппер         | 23 мая 1888     |                             | 15 января 1896        |
| 3.   | Дональд Смит          | 24 апреля 1896  |                             | 21 января 1914        |
| 4.   | Джордж Перли          | 4 августа 1914  |                             |                       |
| 4.   | Джордж Перли          | 12 октября 1917 |                             |                       |
| 5.   | Питер Ч. Ларкин       | 10 февраля 1922 | 1 марта 1922                | 3 февраля 1930        |
| 6.   | Люсьен Пако           | 3 февраля 1930  |                             |                       |
| 7.   | Говард Фергюсон       | 28 ноября 1930  | 3 февраля 1931              | 8 ноября 1935         |
| 8.   | Винсент Мэсси         | 8 ноября 1935   | 13 ноября 1935              | 1 сентября 1946       |
| 9.   | Норман Робертсон      | 4 сентября 1946 | 17 сентября 1946            | 2 марта 1949          |
| 10.  | Л. Дана Уилгресс      | 16 марта 1949   | 31 марта 1949               | 18 марта 1952         |
| (9.) | Норман Робертсон      | 18 марта 1952   | 1 июня 1952                 | 8 мая 1957            |
| 11.  | Джордж А. Дрю         | 24 июня 1957    | 22 августа 1954             | 17 сентября 1963      |
| 12.  | Лионель Шеврие        | 26 февраля 1964 | 19 февраля 1964             | 30 марта 1967         |
| 13.  | Чарльз Ритчи          | 21 марта 1967   | 27 июня 1967                | 23 сентября 1971      |
| 14.  | Джек Уоррен           | 9 сентября 1971 |                             | 29 декабря 1974       |
| 15.  | Пол Дж. Дж. Мартин    | 31 октября 1974 | 7 января 1975               | 1 ноября 1979         |
| 16.  | Джин Касселман Уоддс  | 25 октября 1979 | 21 января 1980              | 14 января 1983        |
| 17.  | Дональд Джеймисон     | 2 ноября 1982   | 31 января 1983              |                       |
| 18.  | Р. Рой Макмертри      | 4 февраля 1985  | 23 апреля 1985              |                       |
| 19.  | Дональд С. Макдональд | 5 августа 1988  | 1 ноября 1988               | 2 августа 1991        |
| 20.  | Фредрик С. Итон       | 1 октября 1991  | 2 декабря 1991              | 13 июля 1994          |
| 21.  | Ройс Фрит             | 30 августа 1994 |                             | 23 июня 1996          |
| 22.  | Рой Макларен          | 23 июня 1996    |                             | 20 октября 2000       |
| 23.  | Джереми Кинсман       | 26 июня 2000    |                             | 8 августа 2002        |
| 24.  | Мел Кэпп              | 2 июля 2002     |                             | 1 июня 2006           |
| 25.  | Джеймс Райт           | 13 июля 2006    | 27 августа 2006             |                       |
| 26.  | Гордон Кэмпбелл       | 8 августа 2011  | 15 сентября 2011            |                       |
| 27.  | Дженис Шаретт         | 18 июля 2016    | 7 сентября 2016             | 9 марта 2021          |
| 28.  | Ральф Гудэйл          | 21 апреля 2021  | 19 мая 2021                 |                       |